# Serraca urticaria
Serraca urticaria är en fjärilsart som beskrevs av Hüfnagel 1767. Serraca urticaria ingår i släktet Serraca och familjen mätare. Inga underarter finns listade i Catalogue of Life.